# Екегард Вольф
Екегард Вольф (нім. Eckehard Wolf; 11 березня 1918, Кроссен — 26 березня 1978) — німецький офіцер-підводник, капітан-лейтенант крігсмаріне.

## Біографія
9 жовтня 1937 року вступив на флот. З березня 1941 року — 2-й, з жовтня 1941 по липень 1942 року — 1-й вахтовий офіцер на підводному човні U-560. З 4 березня 1943 року — командир U-966. 5 жовтня 1943 року вийшов у свій перший і останній похід. 10 листопада U-966 був атакований біля мису Ортегаль британським бомбардувальником «Веллінгтон», двома американськими бомбардувальниками «Ліберейтор» і чехословацьким «Ліберейтор». Важко пошкоджений човен дотягнув до мілини, де був затоплений командою. 8 членів екіпажу загинули, 42 (включаючи Вольфа) врятувались і були інтерновані іспанською владою.
12 вересня 1944 року Вольф був доставлений в мадридський військовий шпиталь через хворобу легень. Офіційні іспанські документи стверджують, що Вольф там помер, проте насправді він під іменем Еріха Вебера сів на борт літака Люфтганзи,  який доставив його в Гамбург. В січні 1945 року направлений на будівництво U-2556, проте воно не було завершене. В травні 1945 року Вольф командував ротою морських піхотинців, які захищали Гамбург від наступаючих військ союзників.
Після війни одружився, в пари народились 2 сини. Пізніше Вольф започаткував традицію щорічних відвідувань разом із сім'єю мису Ортегаль, де затонув його човен. Під час одного з таких візитів його син познайомився з місцевою дівчиною і одружився.
Після смерті Вольфа згідно заповіту його тіло було кремоване, а прах розвіяний над місцем затоплення U-966.

## Звання
- Кандидат в офіцери (9 жовтня 1937)
- Морський кадет (28 червня 1938)
- Фенріх-цур-зее (1 квітня 1939)
- Оберфенріх-цур-зее (1 березня 1940)
- Лейтенант-цур-зее (1 травня 1940)
- Оберлейтенант-цур-зее (1 квітня 1942)
- Капітан-лейтенант (1 січня 1945)

## Нагороди
- Залізний хрест
  - 2-го класу (16 квітня 1940)
  - 1-го класу (27 квітня 1943)
- Нагрудний знак підводника (23 вересня 1942)